# Pheidole neokohli
Pheidole neokohli – gatunek mrówki z podrodziny Myrmicinae. Jest wyspecjalizowanym pasożytem społecznym, spotykanym w gniazdach Pheidole megacephala. Występuje endemicznie na obszarze Demokratycznej Republiki Konga. U królowych i samców widoczne są cechy budowy ciała wynikające z pasożytniczego trybu życia – redukcja przydatków głowowych i fizogastryczne poszerzenie odwłoka. Gatunek rzadko spotykany, umieszczony w Czerwonej Księdze Gatunków Zagrożonych w kategorii VU (Vulnerable – narażony na wyginięcie).
Gatunek opisał pod nazwą Anergatides kohli Erich Wasmann w 1915 roku, na podstawie okazów przysłanych mu z Konga przez jezuitę Hermanna Kocha. E.O. Wilson w rewizji rodzaju Pheidole z 1984 roku nie znalazł powodów dla utrzymania Anergatides kohli w osobnym rodzaju, a ponieważ nazwa gatunkowa Pheidole kohli była już zajęta, ustanowił nową nazwę gatunkową Pheidole neokohli.